# Vioolconcert (Gade)
Het Concert voor viool met orkestbegeleiding in d mineur van Niels Gade beleefde haar première op 15 februari 1881.
Gades leven in de muziek begon niet als componist en/of dirigent maar als violist, al dan niet als orkestlid of solist. Hij schreef een aantal werken voor de viool (sonates etc.), maar in het genre vioolconcert bleef het bij één bijdrage. Andere violisten die later componist werden bleven voornamelijk voor viool schrijven, zo niet Gade. Bovendien schreef hij het werk niet voor hemzelf maar voor een vriend van hem, de meesterviolist Joseph Joachim. Die was direct enthousiast en zorgde er min of meer voor, dat een rij andere violisten het werk in hun repertoire opnamen. Dat voorspoedig begin heeft niet kunnen voorkomen dat er in 2013 nog geen handvol opnamen zijn.
Het concert heeft de klassieke driedelige opbouw, waarbij de lange melodielijn van deel twee opvalt:
1. Allegro con fuoco
2. Romance: Andantino espressivo
3. Rondo scherzando: Allegro, ma non troppo

Gade schreef het voor
- soloviool
- 2 dwarsfluiten, 2 hobo’s, 2 klarinetten, 2 fagotten
- 2 hoorns, 2 trompetten
- pauken
- violen, altviolen, celli, contrabassen

## Discografie
- Uitgave BIS Records: Anton Kontra, Malmö Symfoniorkester o.l.v. Paavo Järvi
- Uitgave Dacapo: Christina Åstrand, Tampere Philharmonisch Orkest o.l.v. John Storgårds
- Uitgave Danacord: Kai Laursen,  Symfonieorkest van Zuid-Jutland o.l.v. Ole Schmidt